# Hippolyte-Marie de La Celle
Hippolyte-Marie de La Celle, né le 8 février 1863 à Beaune-d'Allier et mort le 27 août 1930, est évêque de Nancy de 1919 à 1930 et cofondateur des Petites Servantes du Cœur de Jésus.

## Biographie
Il est ordonné prêtre le 23 avril 1886 à Moulins. 
Il est le cofondateur avec Anna Rodier de la congrégation religieuse des Petites Servantes du Cœur de Jésus. Il est nommé évêque de Nancy le 18 décembre 1919 et ordonné évêque le 11 février 1920. Il décède le 27 août 1930.
Devise : Recte ac fortiter.